# Йозеф Магой
Йозеф Магой (нім. Josef Magoy; 31 січня 1883, Відень — 1953, Клостернойбург) — австро-угорський, австрійський і німецький офіцер, генерал-майор вермахту (1 квітня 1944).

## Біографія
1 жовтня 1904 року вступив однорічним добровольцем в 1-й польовий єгерський полк. В 1905 році відправлений в резерв. 1 травня 1908 року вступив в ландвер. Учасник Першої світової війни, після завершення якої продовжив службу в австрійській армії. З 1 квітня 1937 року — командир роти 11-го піхотного полку. Після аншлюсу 15 березня 1938 року автоматично перейшов у вермахт. З 1 квітня 1938 року — навчальний керівник в Містельбасі.
З 26 серпня 1939 року — командир 4-го полку земельної оборони, з 1 липня 1941 року — транспортного охоронного полку на Віслі. 31 травня 1943 року відправлений в резерв фюрера. 30 квітня 1944 року звільнений у відставку.

## Нагороди
- Ювілейний хрест
- Бронзова медаль «За військові заслуги» (Австро-Угорщина) з мечами
- Хрест «За військові заслуги» (Австро-Угорщина) 3-го класу з військовою відзнакою і мечами
- Військовий Хрест Карла
- Медаль «За поранення» (Австро-Угорщина) з двома смугами
- Пам'ятна військова медаль (Австрія) з мечами
- Почесний знак «За заслуги перед Австрійською Республікою», золотий знак
- Пам'ятна військова медаль (Угорщина) з мечами
- Хрест «За вислугу років» (Австрія) 2-го класу для офіцерів (25 років)
- Почесний хрест ветерана війни з мечами
- Медаль «За вислугу років у Вермахті» 4-го, 3-го, 2-го і 1-го класу (25 років)
- Нагрудний знак «За поранення» в чорному — заміна австро-угорської медалі «За поранення».
- Хрест Воєнних заслуг 2-го і 1-го класу з мечами